# Prellstein (Hirschbach)
Der Prellstein ist ein 544 m hoher Berg im Frankenjura, in der Gemeinde Hirschbach/Opf. Sein Gipfel wird von einem Felskragen gesäumt. In Gipfelnähe befindet sich der Eingang zum Prellsteinloch, einer denkmalgeschützten Höhle. Unter dem Gipfel befindet sich eine Diensthütte der Bergwacht.

## Belege
1. ↑  Landschaft und Höhlen im Hirschbachtal und Umgebung. In: lochstein.de. Abgerufen am 31. Dezember 2023.
2. ↑  Wanderung über Cäciliengrotte und Prellstein zur Burgruine Hauseck – GPS Wanderatlas. In: ich-geh-wandern.de. Abgerufen am 31. Dezember 2023.